# Apha huabeiana
Apha huabeiana là một loài bướm đêm thuộc họ Eupterotidae. Loài này được Yang mô tả lần đầu năm 1978. Loài này có ở Trung Quốc.